# Недорізово
Недорі́зово (рос. Недорезово) — селище у складі Новокузнецького району Кемеровської області, Росія. Входить до складу Красулинського сільського поселення.

## Населення
Населення — 691 особа (2010; 622 у 2002).
Національний склад (станом на 2002 рік):
- росіяни — 88 %